# Храм Святого Владимира (Нарва-Йыэсуу)
Храм Святого Равноапо́стольного Князя Владимира (эст. Püha Vladimiri kogudus) — утраченный православный храм в городе Нарва-Йыэсуу (Усть-Нарва) в Эстонии. Был построен в 1893 году в русском стиле. Разрушен немецкими войсками в 1944 году. Предполагается восстановление храма. Существующий приход относится к Нарвской и Причудской епархии Эстонской православной церкви Московского патриархата.

## История
Дачный поселок Нарва-Йыэсуу (по-немецки — Гунгербург (нем. Hungersburg), по-русски — Усть-Нарва), расположенный на левом берегу реки Наровы при впадении её в Финский залив, с 1873 года развивался как место летнего отдыха петербургской и московской знати и стал известным курортом Балтийского побережья. В его окрестностях отдыхали известные писатели, художники и музыканты: Илья Репин, Иван Шишкин, Пётр Чайковский, Фёдор Стравинский, Николай Лесков, Иван Гончаров и другие.
В 1889 году в поселке сгорела небольшая деревянная церковь в связи с чем богослужения в летний период совершались в частном доме священником Печерского полка. Среди наиболее влиятельных дачников и местных жителей возникла мысль о строительстве каменного храма. Был образован строительный комитет и направлены соответствующие прошения о разрешении начать работы по сооружению церкви. Средства на строительство храма собирались не только с жителей и отдыхающих; так, император Александр III пожертвовал 5000 рублей, город Нарва — 6000 рублей и бесплатное место под церковь, Святейший Синод выделил 2000 рублей, такую же сумму пожертвовало Прибалтийское Православное Братство. Свой вклад внесли и местные промышленники Кочнев и Зиновьев, основные инициаторы возведения храма, первый пожертвовал 6000 рублей, а второй — 2300, колокола и 500 рублей были пожертвованы нарвским купцом-меценатом Сергеем Лаврецовым.
Торжественная закладка храма была совершена 5 августа 1890 года епископом Рижским и Митавским Арсением (Брянцевым) в присутствии императора Александра III и императрицы Марии Феодоровны, других членов императорской фамилии, в том числе великой княгини Елизаветы Феодоровны. Император положил первый камень и монету в основание храма. На память о посещении Эстляндской губернии ему был подарен альбом с видами Пюхтицкой Святой горы, а от эстонских крестьян — старинные монеты, найденные при обработке земли.
Церковь была освящена 17 августа 1893 года во имя святого равноапостольного князя Владимира епископом Арсением (Брянцевым) в присутствии губернатора Эстляндии князя Сергея Шаховского, Петербургского губернатора графа Сергея Толля и председателя Прибалтийского Православного Братства Михаила Галкина-Враского. Пятиглавый храм был сооружён по проекту архитектора Александра Иванова в русском стиле, с каменной звонницей и внутренними галереями для крестных ходов при плохой погоде. Утварь и иконостас были устроены на средства Варгунина. В 1890 году местным сельским обществом был подарен императору, а последний передал его храму запрестольный образ Спасителя. Приход в Нарва-Йыэсуу был открыт Указом Святейшего Синода от 7 октября 1893 года за № 4668.
Церковь была взорвана при отступлении немецких войск в 1944 году, и перед местными прихожанами встала непростая проблема восстановления старого или строительства нового храма. С августа 1945 года богослужения стали совершать в доме, который принадлежал лютеранской церкви. Службы совершались редко приезжавшими из Нарвской Воскресенской церкви священником Яковом Тимофеевым и диаконом Александром Сидоровым или священником Алексием Добряковым из Сыренца (Васкнарва).
28 марта 2012 года состоялось подписание договора о передаче части помещений в здании метеорологической станции в Нарва-Йыэсуу (по адресу Koidu, 6) под обустройство домового храма во имя святого князя Владимира (именно здесь до 1944 года находилась Владимирская церковь, считавшаяся духовным центром курортного города).
В июле 2013 года расположенный в здании бывшей метеорологической станции храм святого равноапостольного князя Владимира в городе Нарва-Йыэсуу был преобразован в Архиерейское подворье и богослужения стали проводиться ежедневно.
28 июля 2013 года, в день престольного праздника, приход храма отметил 120-летие с момента освящения каменного храма св.кн. Владимира — величественного памятника архитектуры. В день праздника, после торжественного богослужения и крестного хода, епископ Нарвский Лазарь (Гуркин) освятил на берегу реки закладной камень — на том месте, где предполагается восстановить Князь-Владимирскую церковь.